# きよし・八方のポン♪カラ♪リン
きよし・八方のポン♪カラ♪リン（きよし・はっぽうのポンカラリン）は、ABCラジオ（朝日放送）で2010年4月10日から2014年3月29日まで放送されていたトーク番組である。
番組はタレント・西川きよしと落語家・月亭八方、更にきよしの長女でタレント・西川かの子の3人が、これまでの人生経験をざっくばらんに語り合っていく。2007年の正月からきよし、八方、かの子と八方の長男・月亭八光の4人で放送していた特番がレギュラー化された。2011年1月1日、1月9日もレギュラーの3人+八光の4人が参加して放送された。
オープニングではきよし（または八方）の思い出の曲が流され、途中から本人が歌っている。
2014年3月29日の放送をもって終了。その後は正月の時期に特別番組で放送。

## 放送時間の履歴
- 2010年4月-6月　ナイター放送がない週の土曜日19時から20時
- 2010年7月-9月はナイター中継の関係で、1ヶ月に1回、日曜夜11時30分から30分の不定期放送（2010年7月4日、8月1日、9月5日）となった。
- 2010年10月より、土曜日20時から21時の週1回のレギュラー番組として放送が復活。（以後番組終了まで10月から3月は毎週、4-6月はナイター中継のない週の土曜日）
- 2011年7-9月はナイター中継のため、随時日曜深夜（月曜未明）1:30-2:00放送（放送がある場合は日曜付け・かつ1週間の最終番組　毎週ではない）

### レギュラー終了後
以後は正月特番として放送が続けられている。
- 2015年1月1日、16時から17時まで「きよし・八方の!お正月だよポン♪カラ♪リン」と題して特番を放送。

その後は「きよし・八方の新年早々ポン・カラ・リン!!」（表記ゆれあり）のタイトルで放送。
- 2016年も1月1日17:20-17:30に「きよし・八方の新年早々ポン♪カラ♪リン!!」を生放送。
- 2017年1月1日13:00-14:25にも放送。
- 2020年1月1日13:30 - 14:55に放送。三代澤康司（当時ABCアナウンサー）が共演[1]。
- 2021年1月3日16:00 - に放送。2020年に続き三代澤康司が共演[2]。
- 2022年1月2日16:00 - 17:00に放送[3]。
- 2023年1月2日14:00 - 15:30に放送。三代澤康司と桑原征平が悩み相談のコーナーに登場[4]。
  - 2022年・2023年は寿司チェーン店『にぎり長次郎』（西川きよし自宅隣に店舗があることが縁で2021年にはきよしをCMに起用[5]）の提供で放送している。

## コーナー
- 今週のポンカラリン　きよし・八方の2人が今週身の回りで起きたエピソードを話す
- 今週の歌　毎回きよし・八方が交互に自らリクエストした楽曲を歌う
- きよしに歴史あり　きよしの持ちコーナーで、自らの60年余の人生経験で得た様々なエピソードをありのままにつづる
- 上方芸能ポン♪カラ♪リン　八方の持ちコーナー。上方芸能人の取っておきの裏話を披露する
- よろず相談

## スタッフ
- 市川寿憲（2013年7月まで） - プロデューサー
- 上ノ薗公秀 - ディレクター